# 27 aC

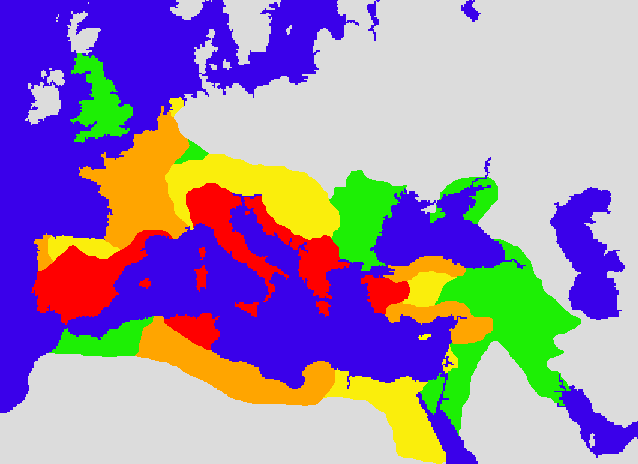
Mapa de l'Imperi Romà a l'any 133 AC (vermell), 44 AC (taronja), 14 DC (groc), i 117 D (verd).

## Esdeveniments

Hispània Citerior

### Imperi Romà
- Roma canvia el seu sistema de govern de república a imperi.
- Octavi rep el nom de August i es converteix en el primer emperador de Roma.
- Vitruvi acaba d'escriure De architectura, el més antic tractat d'arquitectura que es coneix.
- Marc Vipsani Agripa reorganitza Hispània en tres províncies: Hispània Ulterior Baetica (Bètica), capital Còrdova; Hispània Ulterior Lusitania, capital Emèrita Augusta (Mèrida); i Hispània Citerior, capital Tarraco (Act. Tarragona).
- Octavi August es mobilitza a la Hispània romana per dirigir personalment la campanya contra cantàbrics, àsturs i galaics.
- El primer matrimoni registrat del mateix sexe es produeix durant el regnat d'August. La prostitució homosexual tributa i, si algú era capturat practicant sexe passiu amb un altre home, un ciutadà romà podria perdre la ciutadania.[1]
- Es construeix un arc de triomf en honor d'August a Rímini

## Naixements
- Marc Terenci Varró, militar i escriptor romà.
- Corneli Nepot, escriptor romà en llengua llatina.

## Necrològiques
- Marc Terenci Varró: funcionari romà.